# 딕 캠벨
딕 캠벨(Dick Campbell, 1903년 6월 27일 ~ 1994년 12월 20일)은 미국의 무대 연출가, 배우, 연극 배우이다.
보몬트에서 태어났으며 뉴욕에서 사망하였다.

## 영화
- 아마조니아 (1985년)

## 같이 보기
- 할렘 르네상스